# Römische Schmalzbirne

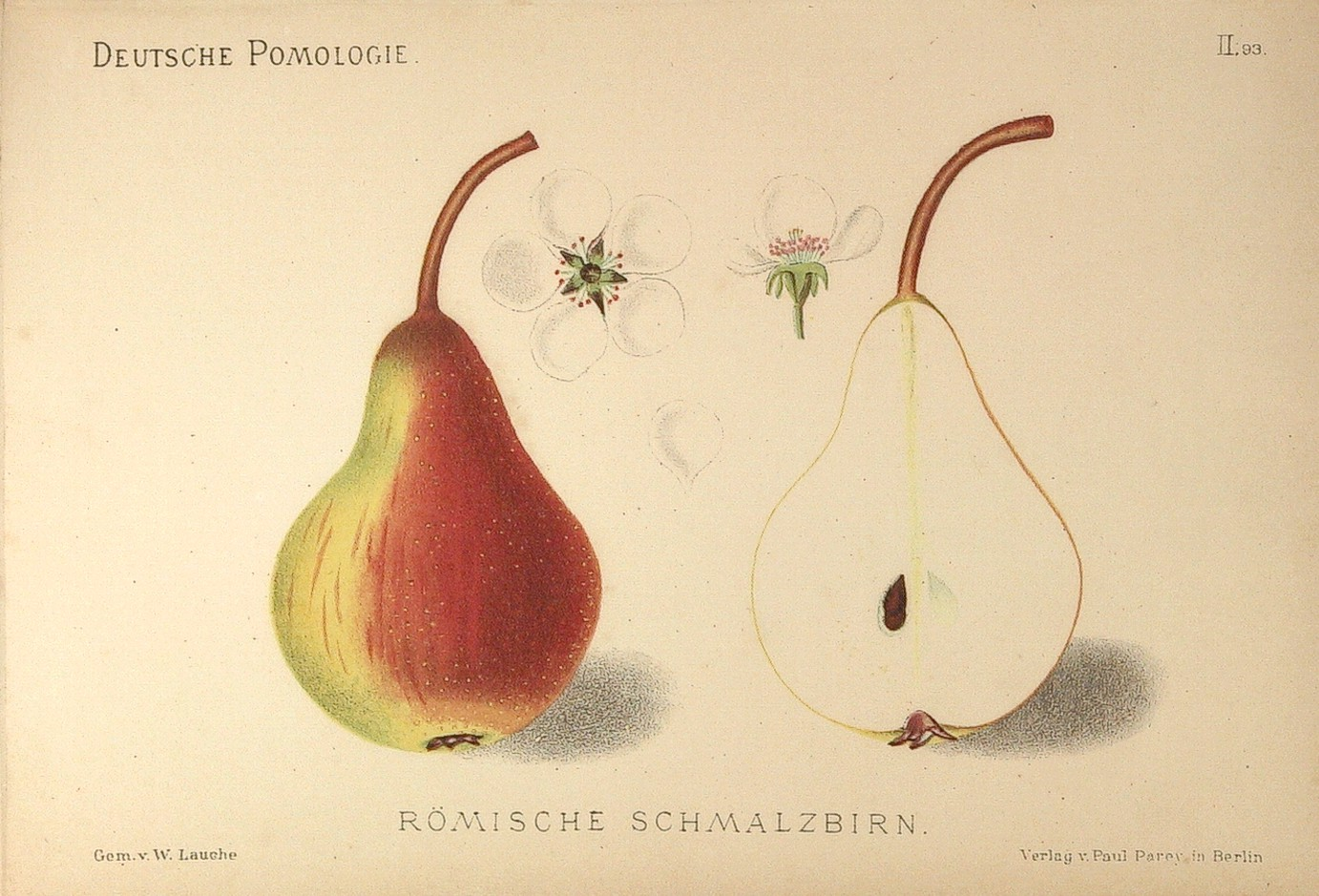
Römische Schmalzbirne, Zeichnung von Wilhelm Lauche

Die Römische Schmalzbirne ist eine Sorte der Birne (Pyrus communis). Sie wird auch Frauenschenkel oder Frauenbirne genannt. In Mitteldeutschland ist sie unter dem Namen Melanchthonbirne bekannt.

## Beschreibung
Der Baum wird groß und bildet eine pyramidale Krone aus. Die Blätter sind eirund ohne lange Spitze, auch eiförmig und etwas herzförmig, dabei ganzrandig oder undeutlich gesägt und zumindest am Blattsaum wollig.
Die Früchte der Sorte sind birnförmig, ihr Kelch ist flach, ganz offen und sternförmig. Der starke, fleischige Stiel geht ohne Absatz in die Frucht über. Die Schale ist glatt, hellgrün, später hellgelb, an der Sonnenseite verschieden stark karminrot geflammt oder gestreift, mit vielen feinen Punkten und bräunlichem Rost, um Kelch und Stiel etwas gelbbraun berostet. Das Kernhaus ist sehr klein mit engen Kammern, in denen wenige vollkommene Kerne sitzen. Das gelblichweiße Fruchtfleisch ist saftvoll, leicht körnig, zunächst etwas herb, in voller Reife von ausgeprägtem Zuckergeschmack. Die Römische Schmalzbirne reift ungleich von Ende August bis Anfang September und ist für jede Verwendung geeignet.

## Herkunft
Gemäß frühen Aufzeichnungen aus dem 16. Jahrhundert soll diese Sorte bereits mit den Römern nach Germanien gelangt sein. Danach verbreiteten die Klöster und Grundherren die Birnensorte weiter. Diese Obstsorte verbreitet sich dank der guten Widerstandskraft weiter, als in Europa eine kleine Eiszeit einbrach und süße Früchte in dieser Zeit generell selten waren.
Als „Melanchthonbirne“ wurde sie von Andreas Göch aus Dankbarkeit benannt, da Philipp Melanchthons Lob gegenüber dem Kurfürsten August über diese Züchtung den Söhnen Melanchthons eine Ausbildung an der Fürstenschule ermöglicht hatte. Göch riet seinen Nachfolgern, den „Baum zu schonen und sein warten etc. um des lieben Herrn Präzeptoris [d. h. Melanchthon] willen“; noch 1906 haben Reste dieses durch Aufpfropfung erhaltenen Melanchthonbirnbaums im Pegauer Pfarrgarten gestanden.
Mit sehr großer Wahrscheinlichkeit handelt es sich bei den Birnen des Hans-Georg von Ribbeck aus dem Havelland ebenfalls um diese Birnensorte.